# Guatteria coeloneura
Guatteria coeloneura Diels – gatunek rośliny z rodziny flaszowcowatych (Annonaceae Juss.). Występuje naturalnie w Peru. 

## Morfologia
PokrójZimozielone drzewo dorastające do 10 m wysokości. Gałęzie są owłosione.
LiścieMają eliptyczny kształt. Mierzą 8–14 cm długości oraz 3–6 szerokości. Nasada liścia jest ostrokątna. Liść na brzegu jest całobrzegi. Wierzchołek jest spiczasty. Ogonek liściowy jest owłosiony i dorasta do 3–5 mm długości.
KwiatySą pojedyncze lub zebrane w parach. Rozwijają się w kątach pędów. Działki kielicha mają owalny kształt i dorastają do 8–9 mm długości. Płatki mają odwrotnie owalny kształt. Osiągają do 11–13 mm długości.
OwocePojedyncze. Mają elipsoidalny kształt. Osiągają 8–9 mm długości.